# Poiana Mărului (Brașov)
Poiana Mărului [ˈpoiana mɘrului] (deutsch Bleschenbach, ungarisch Almásmező) ist eine Gemeinde im Kreis Brașov in der Region Siebenbürgen in Rumänien.

## Geographische Lage

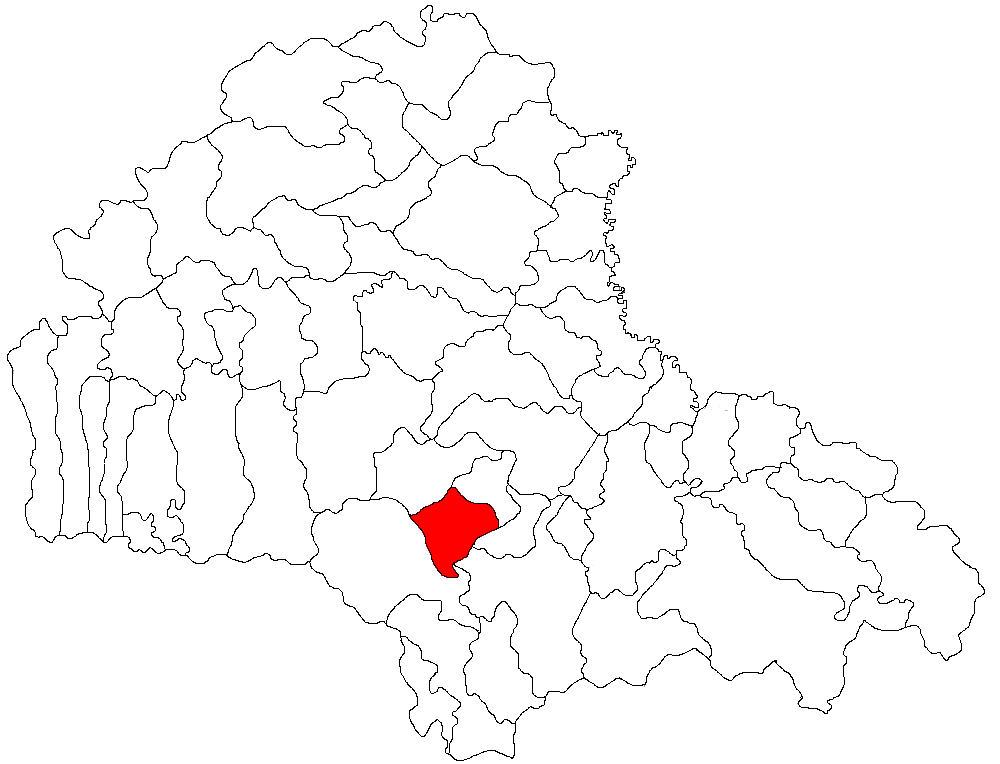
Lage von Poiana Mărului im Kreis Brașov

Die Gemeinde Poiana Mărului liegt südöstlich des Siebenbürgischen Beckens, nördlich des Piatra-Craiului-Gebirge (Königssteingebirge). Am Bach Șercaia, ein linker Nebenfluss des Olt (Alt), und an der Nationalstraße DN 73A liegt der Ort 7 Kilometer nördlich von der Stadt Zărnești (Zernen) – über eine 763 m hoch gelegene Passstraße –, die Kreishauptstadt Brașov (Kronstadt) befindet sich etwa 30 Kilometer nordöstlich entfernt.

## Geschichte
Der Ort Poiana Mărului wurde 1589 erstmals urkundlich erwähnt. Archäologische Funde, die auf dem Areal des Ortes gemacht wurden, deuten nach Angaben von Ecaterina Dunăreanu-Vulpe und Mircea Petrescu-Dâmbovița in die Monteoru-Kultur und befinden sich im Kronstädter Museum. Im Königreich Ungarn lag die heutige Gemeinde im Stuhlbezirk Törcsvár (heute Bran) im historischen Komitat Fogaras. Anschließend gehörte die Gemeinde dem Verwaltungsgebiet des historischen Kreises Brașov und ab 1950 dem heutigen Kreis Brașov an.
1968 wurden dem Gemeindezentrum Poiana Mărului die Dörfer Șinca Nouă und Paltin zugeteilt, sodass die damalige Gemeinde mit 144 km² eine der größten Rumäniens war. 2002 wurde die Gemeinde erneut umstrukturiert, sodass der Ort Poiana Mărului der einzige der heutigen Gemeinde ist.

## Bevölkerung
Seit den ersten Volkszählungen in Siebenbürgen ist der Ort Poiana Mărului als überwiegend von Rumänen bewohnt ausgewiesen. 1850 wurden 1368 Einwohner – Rumänen – registriert. Seit dem Höhepunkt im Jahr 1977 (3687 Einwohner) sank die Bevölkerungszahl ab. Bei fast jeder Aufnahme wurden Magyaren und Rumäniendeutsche; Roma nur 1930 (32) und 2002 (4) registriert. 2011 bezeichneten sich von den 3315 Menschen 3195 als Rumänen, Restliche machten keine Angabe zu ihrer Ethnie.

## Sehenswürdigkeiten
- Die rumänisch-orthodoxe Kirche Nașterea Sf. Ioan Botezătorul, 1707 vom walachischen Fürsten Constantin Brâncoveanu gestiftet,[3] 1777 erneuert,[7] ein Steinkreuz auf dem Kirchenareal datiert von 1700 und das Pfarrhaus 1892 errichtet, stehen unter Denkmalschutz.[8]